# Атеїзм в Росії
У сучасній Росії атеїзм представлений низкою громадських організацій і неформальних об'єднань, а також окремими громадянами, що усвідомлюють себе як нерелігійні.

## Історія

### Атеїзм в Російській імперії

#### XVIII століття

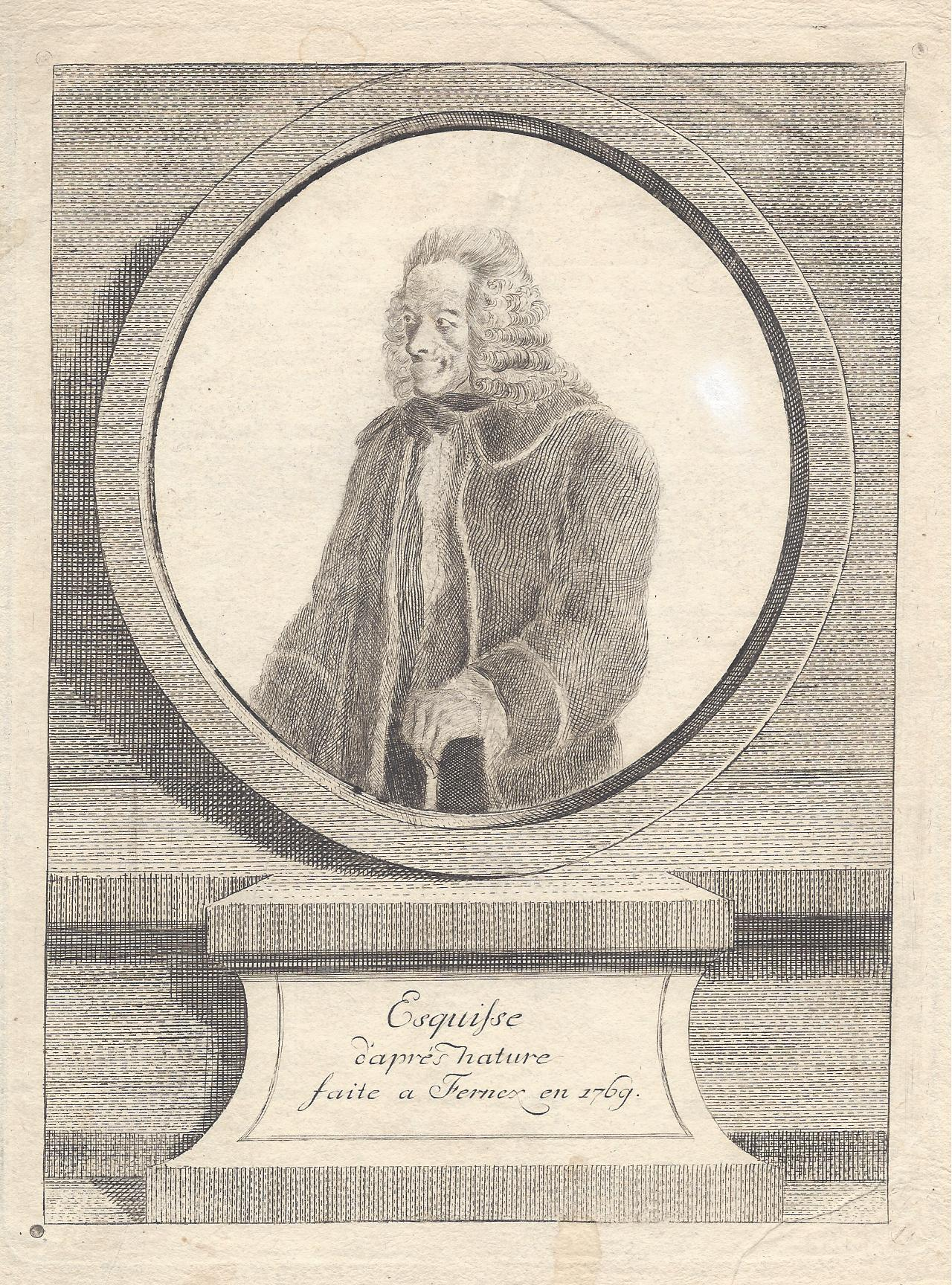
Вольтер. 1769 рік

У Російську імперію атеїстичний світогляд почав проникати у зв'язку зі зростанням популярності ідей вольтеріанства в середині XVIII століття, проте чисельність радикальних атеїстів залишалася незначною. Велика частина прихильників цієї течії дотримувалася деїстичних поглядів, оскільки, за твердженням російського історика Ст. Н. Тукалевского, «російське суспільство в масі зрозуміло деїзм, як відсутність бога».
Майбутня імператриця Катерина II ще в 1740-х — 1750-х роках познайомилася з початковими творами Вольтера, які практично не містили пропаганду матеріалізму і атеїзму, до якого він тільки почав долучатися у той час, однак згодом її інтерес до творів згас. Поряд з цим, будучи вольтерьянкою, Катерина захопилася читанням і аналізом «Історичного і критичного словника» атеїста П'єра Бейля, з якого почерпнула принцип віротерпимості, втілюваний у життя протягом усього її царювання.
У 1767 році Катерина зробила спробу реформувати російську православну церкву, внісши на розгляд у Святійший синод наступні поправки до депутатського наказу: дозволити старообрядцям публічно проводити богослужіння, у піст вживати ряд страв, а також скоротити тривалість постів, прибирати з будинків ікони, ліквідувати ряд християнських свят, замінити тривалі служби короткими, вечірні та всенічне бдіння — короткими молитвами з повчанням, дозволити єпископам мати дружину, змінити форму священнослужителів на світську, усунути деякі складнощі про необхідність проведення розлучень, дозволити укладати шлюби між родичами і представниками різних віросповідань, ліквідувати поминання покійних і т.д.. Члени синоду проігнорували такі поправки, розуміючи, що в результаті їх втілення авторитет государині і церкви буде значно підірваний.
Після смерті Вольтера Катерина II замовила 100 повних зібрань творів мислителя з тим, «щоб вони служили приписанням, щоб їх вивчали напам'ять, щоб уми харчувалися ними» і навіть планувала спорудити в Санкт-Петербурзі пам'ятник філософу, однак після початку великої французької революції бюсти Вольтера, що стояли у вітальнях і коридорах Зимового палацу, були знесені, публікація його творів заборонена, були конфісковані примірники. В результаті цих подій відбулося повне залучення Катерини II до православ'я як релігії, здатної знищити «язичницький, аморальний, анархічний, лиходійський, диявольський, ворожий бога й апостолів» атеїзм.
Протягом певного періоду часу серед придворних імператриці користувалися популярністю жарти щодо релігії, демонстрація безбожництва і звеличення Вольтера як філософа, що прийшов у світ з метою звільнення його від забобонів. Сам Вольтер, відгукуючись про положення релігії в Російській імперії, говорив: «...весь двір російської імперії... складається з деїстів, незважаючи на всі забобони, якими ще проникнута грецька церква». Вчення мало успіх не тільки серед представників вищого класу, як княгиня Е. Р. Дашкова, графиня Е. П. Строганова, князь А. М. Белосельский-Білозерський, А. Р. Воронцов, Д. А. Голіцин, але й середньої. 
У число росіян атеїстів того часу входила більша частина масонів, згодом розчарувалися в безбожництві і перейшли у православ'я.

#### XIX століття
Принаймні станом на 1899 рік не мати жодного віросповідання не допускалося. «Укладенням про покарання кримінальних та виправних» від 15 серпня 1845 року за вихід із православ'я була передбачена відповідальність у вигляді каторги строком від восьми до десяти років.

### Атеїзм в СРСР
В СРСР атеїзм був істотною частиною державної ідеології. У Конституції РРФСР (і згодом — у конституції СРСР) поряд зі свободою віросповідання була також вперше у світі закріплена свобода антирелігійної пропаганди. Боротьба з релігією була завданням низки громадських організацій (Союз войовничих безбожників (1925—1947), товариство «Знання» (з 1947)). Як правило, антирелігійна пропаганда велася паралельно з популяризацією наукових знань. В 1964 році був створений Інститут наукового атеїзму, який проіснував до 1991 р.

## Сучасний стан

### Чисельність атеїстів
Оцінки чисельності атеїстів сильно різняться через різне трактування поняття «атеїзм».
За даними соціологічного опитування, проведеного в серпні 2012 року, нерелігійними та атеїстами себе назвали 12,9 % росіян.
В ході дослідження Левада-Центру в листопаді 2012 року назвали себе атеїстами 5 % опитаних, 10 % заявили, що не належать ні до якого віросповідання.
За даними ФОМ на червень 2013 року 25 % росіян не вважають себе віруючими людьми.
В рамках дослідження «Арена: Атлас релігій і національностей», проведеного службою Середовище в 2012 році, 13 % росіян заявили, що не вірять в Бога.
Згідно з даними всеросійських опитувань, атеїсти частіше середнього хотіли б жити в іншій країні і частіше виявляються чоловіками, а найбільше атеїстів у Приморському краї (35 %), Алтайському краї (27 %), Якутії (26 %), Новосибірської області (25 %) і Амурської області (24 %).

### Права атеїстів в Росії
Конституція Російської Федерації встановлює світський характер держави. Ніяка релігія не може встановлюватися як державна або обов'язкова (Стаття 14). Стаття 19 Конституції Росії встановлює рівність релігійних об'єднань перед законом та їх відокремлення від держави. Стаття 28 гарантує свободу віросповідання — право сповідувати індивідуально або спільно з іншими будь-яку релігію або не сповідувати ніякої, вільно вибирати, мати і поширювати релігійні і інші переконання і діяти відповідно до них.
Закон «Про освіту» встановлює світський характер державної освіти. Створення і діяльність організаційних структур політичних партій та релігійних організацій (об'єднань) у державних і муніципальних освітніх установах не допускаються. Педагогічні працівники не можуть в рамках освітньої діяльності примушувати учнів до прийняття політичних, релігійних чи інших переконань або відмови від них.
Закон «Про свободу совісті і релігійних об'єднаннях» встановлює право кожного громадянина сповідувати індивідуально або спільно з іншими будь-яку релігію або не сповідувати ніякої, вільно вибирати і змінювати, мати і поширювати релігійні й інші переконання і діяти у відповідності з ними, якщо це не суперечить необхідності захисту прав і законних інтересів громадян і безпеки держави.
Дискримінація за релігійною ознакою не допускається. Ніхто не зобов'язаний повідомляти про своє ставлення до релігії і не може бути примушений до участі або до неучасті у релігійній діяльності. Забороняється залучення неповнолітніх в релігійні об'єднання, а також навчання малолітніх релігії всупереч їх волі і без згоди їх батьків або осіб, які їх замінюють.

## Атеїстичні організації в Росії
Загальною метою атеїстичних організацій є захист світського характеру суспільства, відстоювання інтересів невіруючих громадян, протидія клерикалізації суспільства, публічна критика релігії в цілому і захист атеїзму як повноцінного світогляду, що має права на існування.
Особливістю розвитку пострадянського молодіжного атеїстичного руху в Росії було те, що рух перш сформувалося у своїх віртуальних формах, а вже потім прийняв якісь форми реальної організації.

### Політичні організації
Кирило Ганін очолює політичну партію «Росія без мракобісся», зареєстровану в Міністерстві Юстиції РФ 4 квітня 2012 року.

### Напрямки діяльності
Російські атеїстичні організації не мають єдиного керівного центру і кожна з них самостійно визначає завдання, які намагається вирішити. Серед них можна виділити певні типові задачі.

#### Освітні завдання
Ця група завдань спрямована на вироблення у якомога більшої частини населення логічного мислення і адекватних уявлень про сучасних наукових знаннях, а також критичного підходу до неперевіреними досвідом відомостями.
- Критика релігії з позиції наукового методу (див. науковий атеїзм), розкриває її несумісність з науковим підходом до розуміння устрою світу[26].
- Популяризація природничих знань, що входять у конфлікт із традиційними релігіями (наприклад, по теорії еволюції) або історії виникнення Землі (див. Вік Землі).
- Популяризація знань з релігієзнавства (зокрема, біблеїстиці) та історії релігій, які розкривають походження релігій, як вистав, створених людиною[27].

#### Суспільно-політичні завдання
Ця група завдань спрямована на захист світського характеру суспільства та протистояння дискримінації атеїстів. Оскільки найпоширенішою релігією в Росії є православ'я, а найбільш впливовою релігійною організацією — Російська православна церква, то основна активність атеїстичних організацій спрямована на протидію придбання РПЦ впливу в різних сферах діяльності держави і суспільного життя.

## Методи дії
У зв'язку з тим, що більшість атеїстичних організацій є інтернет-об'єднаннями, їх діяльність здійснюється в мережі Інтернет:
- Публікація матеріалів на сайтах в інтернеті[30][31][32];
- Ведення дискусій на інтернет-форумах;
- Написання відкритих листів до органів влади і державним чиновникам[33];
- На сайті «Російська громадська ініціатива» опублікована ініціатива створення симетричного закону щодо захисту прав невіруючих громадян[34];
- Діяльність в соціальних мережах[35].

Однак є організації, що публікують також друковані матеріали.

## Найбільш відомі організації
- Атеїстичний сайт (А-сайт). Мабуть, перший (створений в 1996 р.) серйозний атеїстичний ресурс в Російському сегменті інтернету. Велика бібліотека матеріалів про релігію і атеїзм, а також форум. Підтримується Новосибірської освітньою мережею.
- Атеїстичне суспільство Москви (АТОМ). Створено на початку 2000 р, головою є Олександр Ніконов. Видається журнал «Новий безбожник».
- Товариство атеїстів Підмосков'я — перша в Росії атеїстична організація, зареєстрована як юридична особа[37].
- Сайт «Науковий атеїзм». Велика бібліотека матеріалів про релігієзнавстві, природничих науках і сучасний стан релігій і атеїзму в Росії і в світі.
- Інтернет-портал «Наука і релігія», на якому розташований дискусійний атеїстичний форум.
- Журнал «Скепсис», що критикує діяльність релігійних організацій в Росії (насамперед РПЦ), а також багато сторони політики російської влади (наприклад, у сфері освіти), не пов'язані безпосередньо з релігією. Частина публікацій присвячені історичним подіям[38].
- Журнал «Здоровий глузд», випускається Російським гуманістичним товариством (РГТ) та Центром досліджень РГТ при МДУ їм. М. В. Ломоносова за підтримки Центру досліджень і Міжнародної академії гуманізму (Амхерст, США), Російської академії наук, Російського філософського товариства, Інституту свободи совісті та Фонду «Людяність»[39].
- Союз войовничих безбожників Російської Федерації (за зразок взято назву Союзу войовничих безбожників, що діяв в СРСР в 1925—1947 рр .. ). Згідно статуту СВБ ставить своїм завданням об'єднання широких мас трудящих РФ для активної систематичної і послідовної боротьби з релігією у всіх її видах і формах та є організацією, що орієнтується на комуністичну ідеологію[40].
- фонд «здоровий глузд», який є членом Міжнародного альянсу атеїстів (Atheist Alliance International)[41].

Крім того, питаннями захисту права на свободу віросповідання займається Російське гуманістичне суспільство.

## Відомі атеїсти
- Ст. Л. Гінзбург (1916—2009) — радянський і російський фізик-теоретик, академік РАН (1991), академік АН СРСР (з 1966), доктор фізико-математичних наук, лауреат Нобелівської премії з фізики (2003). Активно виступав проти введення обов'язкового курсу ОПК, включення теології в список дисциплін ВАК і т. д.
- С. Л. Доренко (р. 1959) — російський тележурналіст, часто виступає з антирелігійними заявами.
- А. Р. Невзоров — радянський і російський тележурналіст. Веде на інтернет-телебаченні курс відеолекцій «Уроки атеїзму».
- А. П. Ніконов (р. 13 серпня 1964, Москва) — російський журналіст і письменник-публіцист. Автор кількох книг на суспільні та історичні теми. Голова Федерального Політради партії «Росія без мракобісся»[42].
- Ст. Ст. Познер — радянський і російський тележурналіст, телеведучий, перший президент Академії російського телебачення.